# Le Déluge (Oise)
Le Déluge és un municipi francès, situat al departament de l'Oise i a la regió dels Alts de França. L'any 2007 tenia 479 habitants.

## Demografia

### Població
El 2007 la població de fet de Le Déluge era de 479 persones. Hi havia 174 famílies de les quals 28 eren unipersonals (12 homes vivint sols i 16 dones vivint soles), 59 parelles sense fills, 79 parelles amb fills i 8 famílies monoparentals amb fills.
La població ha evolucionat segons el següent gràfic:
Habitants censats

### Habitatges
El 2007 hi havia 208 habitatges, 179 eren l'habitatge principal de la família, 18 eren segones residències i 10 estaven desocupats. 205 eren cases i 1 era un apartament. Dels 179 habitatges principals, 162 estaven ocupats pels seus propietaris, 11 estaven llogats i ocupats pels llogaters i 7 estaven cedits a títol gratuït; 1 tenia una cambra, 6 en tenien dues, 24 en tenien tres, 50 en tenien quatre i 99 en tenien cinc o més. 149 habitatges disposaven pel capbaix d'una plaça de pàrquing. A 66 habitatges hi havia un automòbil i a 109 n'hi havia dos o més.

### Piràmide de població
La piràmide de població per edats i sexe el 2009 era:
| Homes | Edats   | Dones |
| ----- | ------- | ----- |
| 0     | 95 o +  | 0     |
| 0     | 90 a 94 | 0     |
| 0     | 85 a 89 | 4     |
| 0     | 80 a 84 | 8     |
| 4     | 75 a 79 | 8     |
| 4     | 70 a 74 | 8     |
| 8     | 65 a 69 | 8     |
| 8     | 60 a 64 | 20    |
| 16    | 55 a 59 | 20    |
| 24    | 50 a 54 | 12    |
| 16    | 45 a 49 | 20    |
| 20    | 40 a 44 | 8     |
| 20    | 35 a 39 | 16    |
| 28    | 30 a 34 | 24    |
| 24    | 25 a 29 | 20    |
| 20    | 20 a 24 | 4     |
| 16    | 15 a 19 | 8     |
| 16    | 10 a 14 | 24    |
| 28    | 5 a 9   | 20    |
| 8     | 0 a 4   | 16    |

## Economia
El 2007 la població en edat de treballar era de 340 persones, 238 eren actives i 102 eren inactives. De les 238 persones actives 217 estaven ocupades (118 homes i 99 dones) i 21 estaven aturades (12 homes i 9 dones). De les 102 persones inactives 36 estaven jubilades, 27 estaven estudiant i 39 estaven classificades com a «altres inactius».

### Ingressos
El 2009 a Le Déluge hi havia 178 unitats fiscals que integraven 487 persones, la mediana anual d'ingressos fiscals per persona era de 22.102 €.

### Activitats econòmiques
Dels 9 establiments que hi havia el 2007, 5 eren d'empreses de construcció, 2 d'empreses de comerç i reparació d'automòbils, 1 d'una empresa de transport i 1 d'una empresa de serveis.
Dels 4 establiments de servei als particulars que hi havia el 2009, 1 era un establiment de lloguer de cotxes, 1 paleta, 1 fusteria i 1 lampisteria.
L'any 2000 a Le Déluge hi havia 3 explotacions agrícoles que ocupaven un total de 552 hectàrees.

## Equipaments sanitaris i escolars
El 2009 hi havia una escola elemental integrada dins d'un grup escolar amb les comunes properes formant una escola dispersa.

## Poblacions més properes
El següent diagrama mostra les poblacions més properes.